# 鬼殺
鬼殺（おにごろし）是将棋的一種奇襲戰法。源自大正時代末期，在大道詰将棋出題的野田圭甫販賣的「可章馬（かしょうま）戰法」。在賣這本書時的廣告標語即是「只要使用這個戰法，連鬼也會逃跑，連鬼也可以擊倒」，因此有了鬼殺之名。
雖然是一下子就高跳桂馬的下法，但因為也有可以將對手拉入早石田的變化（在意圖手飛車的同時全力破7三的地方）十分具有破壞力，一般民眾也很容易理解，因此在縁台将棋（街頭將棋）間開始流行起來，不知何時也開始被冠上「鬼殺」之名。

## 原始鬼殺
| △持駒 無▲持駒 無 圖1 第3手至▲7七桂  | △持駒 無▲持駒 無 圖2 第7手至▲7五歩                            |
| △持駒 角▲持駒 無 圖3 第11手至▲5五角 | △持駒 角二File:Shogi ts2.svg▲持駒 歩二 · 圖4 第19手至▲7三歩成 |

鬼殺是先手的戰法。▲7六歩△3四歩時跳起▲7七桂（圖1）。對於一這手後手若是以△8四歩迎擊則▲6五桂△6二銀▲7五歩（圖2）。在這若是手拔，則▲7四歩△同歩▲2二角成△同銀▲5五角雙吃飛車和銀將，因此以△6四歩應對。然而此後▲2二角成△同銀▲5五角（圖3），△3三銀▲6四角△5二金右▲7四歩△6三金▲7八飛△6四金▲7三歩成先手必勝。（圖4）
後手有效的對策有△6二銀和△6二金兩種。面對▲6五桂時只要△6四歩～△6三金，先手就無計可施了。
自從發現△6二金的防守方法後，鬼殺就已經被視為奇襲戰法。雖然已經被廢了，在職業棋士的對局中鬼殺仍零星的出現，這種情況時後手都是以△6二銀應對。例如佐藤大五郎對中原誠戰和神吉宏充對瀬川晶司戰，其中打敗佐藤的中原曾提到「△6二銀（▲7六歩△3四歩▲7七桂的局面時比起△8四歩）較好」。
| △持駒 桂▲持ち駒 歩 圖5 第12手至△6五歩 | △持駒 角桂▲持駒 歩 圖6 第21手至▲5五角 | △持駒 角二銀桂歩▲持駒 金桂歩 圖7 第31手至▲7三同飛成 |

此外，在将棋電王戦FINAL的事前企畫中Selene (電腦將棋程式)対永瀬拓矢的30分對局中，面對下出鬼殺的Selene，永瀬以△5二飛取代△6二金來防守。以下▲7八飛△7二金▲7五歩△6四歩▲7四歩△6五歩，歩桂交換後手獲得優勢。（圖5）
然而此後▲4八玉△8二銀▲3八玉△6二飛▲5八金左△4二玉，在進入圍玉的手順時Selene以▲2二角成△同銀▲5五角強襲。（圖6）以下△3一玉▲8二角成△同金▲7一銀△3二飛▲8二銀不成△同飛▲7三歩成△同桂▲同飛成（圖7），先手反而押勝。

## 新・鬼殺
鬼殺雖然是奇襲要素非常強的戰法，卻因為米長邦雄的改良在職業的實戰中再次出現。
對於▲7六歩△8四歩下出▲7五歩，這種包含往早石田進展的下法即是新・鬼殺的特徵，以下△8五歩▲7七角△3四歩▲7八飛是先手的基本型。此後應後手的下法（△8六歩或△6二銀等）臨機應變即是最大的特徵。
雖然因為手順變得更為認真，不只受限於原始鬼殺的意圖也可以持久戰的形式戰鬥，然而當後手也穩穩地應對時，卻成了「雖然先手卻以後手的方式組石田流」。因為這樣，職業棋士之間以「先手沒有好處」定調新・鬼殺。
然而因為攻擊目標明快，業餘棋手們又易懂，米長邦雄著的「新鬼殺戰法」成了將近60刷的長期暢銷書籍。

## 鬼殺向飛車
可說是鬼殺戰法更新的改良版 —— 島朗發明的「鬼殺向飛車」戰法。不關角道直接將飛車振成向飛車，當對手進行角交換時變一口氣轉往鬼殺的變化，是非常有高度的戰法。在鬼殺系統下一直以來被開發出來的戰法中，這是唯一一個被認為即使對手持續下出正確下法也不會陷入劣勢的戰法。此外，若是不角交換則變成一般的向飛車，因為對手不得不關角道向飛車方有利。
與這個戰法相近的戰鬥方式出現在森内俊之對羽生善治的第62期名人戰第1局。面對後手森内的鬼殺向飛車模樣，先手的羽生正確的沒有進行角交換，然而其後森内便圍出穴熊，隨後獲得勝利。
發明者的島朗在自著『島Note』中有介紹，在網路將棋也曾流行一時。